# Die heilige Familie

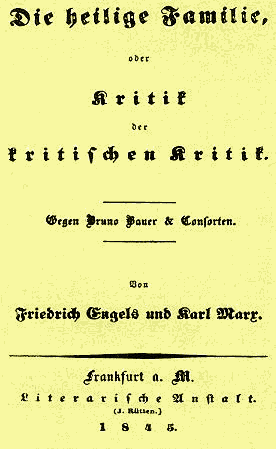
Die heilige Familie, 1845

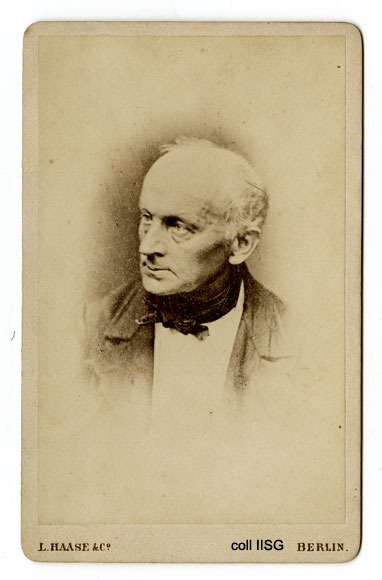
Bruno Bauer. Fotografie von Leopold Haase (1831–1901)

Die heilige Familie, oder Kritik der kritischen Kritik. Gegen Bruno Bauer & Consorten ist der Titel eines Buches von Karl Marx und Friedrich Engels, das im Frühjahr 1845 erschien.
Es ist die erste Schrift, die Marx und Engels gemeinsam verfassten. Sie entschlossen sich dazu bei ihrem ersten persönlichen Treffen im August 1844.

## Druckvorbereitung
In einem undatierten Brief vom Herbst 1844 an Heinrich Börnstein fragte Marx, ob A. Frank in Brüssel das Buch verlegen könnte. Eine weitere Anfrage richtete Marx an Julius Campe in Hamburg.  Schließlich trat Marx in Briefwechsel mit der erst am 1. Juli 1844 gegründeten Literarischen Anstalt (J. Rütten). Am 3. Dezember 1844 schrieben die beiden Verleger Joseph Rütten und Zacharias Loewenthal an Marx, dass der Buchsatz fast fertig sei und schickten einen Wechsel über 1000 Franc. Am 9. Dezember 1844 berichtete der metternichsche Konfident Hermann Ebner, dass Marx eine Schrift gegen Bruno Bauer bei Rütten drucken lassen würde. Am 27. Dezember 1844 schlug Loewenthal Marx den endgültigen Titel der Schrift vor: Die Heilige Familie, oder Kritik der kritischen Kritik. Gegen Bruno Bauer und Consorten. Am 15. Januar 1845 fügte Loewenthal die letzten von Marx erbetenen Korrekturen ein. Am 24. Februar 1845 wurde das Buch dann ausgeliefert. Den Druck bewirke die frankfurter Buch- und Steindruckereu Streng  und Schneider.

## Absicht der Schrift
Absicht der Autoren war, sich von der Theorieentwicklung Bruno Bauers – ehemals Mentor von Marx – zu distanzieren und sich zum „realen Humanismus“ Ludwig Feuerbachs zu bekennen.
Hauptinhalt ist der Widerspruch zwischen Hegels idealistischer und Marx’ materialistischer Auffassung von Dialektik und insbesondere eine Kritik an den Junghegelianern Bruno Bauer und dessen Bruder Edgar Bauer sowie an einer Reihe weniger bekannter Autoren aus dem Kreis der Berliner „Freien“. Auffällig ist, dass Marx hier Max Stirner, der zum engeren Umkreis Bauers gehörte, nicht zu den „Consorten“ zählte und von seiner Kritik ausnahm.
Der Tenor des Textes, der zu etwa 90 % von Marx stammt,  ist durchgehend polemisch bis verhöhnend, was nicht erst der Untertitel anzeigt: Gegen Bruno Bauer & Consorten. Schon der Haupttitel verspottet  Bruno Bauers Philosophie mit dem erfundenen Begriff „kritische Kritik“. Denn Bauer nannte seine kritische Theorie, die er vor allem in Artikeln des Jahrgangs 1844 der Allgemeinen Literaturzeitung entwickelte, natürlich nicht „Kritische Kritik“, sondern „Reine Kritik“.
Die Junghegelianer gingen in Anlehnung an Hegel davon aus, dass die Geschichte nur Ausdruck der Weiterentwicklung menschlicher Vernunft sei und lehnten daher jedes politische Engagement ab. Marx und Engels kritisierten diese Auffassung in der Heiligen Familie als realitätsfern:

„Wie bei Hegel ist das Resultat der wirklichen Entwickelung nichts anderes als die bewiesene, d. h. zum Bewußtsein gebrachte Wahrheit. [...] Die absolute Kritik spricht von ‚Wahrheiten, die sich von vornherein von selbst verstehen‘. [...] Eine Wahrheit, die sich von selber versteht, hat für die absolute Kritik, wie für die göttliche Dialektik, ihr Salz, ihren Sinn, ihren Wert verloren. Sie ist fad geworden wie abgestandnes Wasser. Die absolute Kritik beweist daher einerseits alles, was sich von selbst versteht, und außerdem viele Dinge, die das Glück haben, unverständig zu sein, sich also niemals von selbst verstehen werden. Andrerseits versteht sich ihr alles das von selbst, was einer Entwickelung bedarf. Warum? Weil es sich bei wirklichen Aufgaben von selber versteht, daß sie sich nicht von selber verstehn.“

Nach Friedrich Engels eigenen Worten habe er selbst „fast nichts“ zu dem Werk beigetragen, weshalb er es für „kurious“ erachtet, dass er neben Marx als Autor genannt wird. Ansonsten bewertet er das Werk als „famos“, „prächtig geschrieben und zum kranklachen“, aber in seiner Gänze „zu groß“ und insgesamt „dem größeren Publikum unverständlich“.

## Bedeutung der Schrift
Die heilige Familie ist eine Schrift des Übergangs in der theoretischen Entwicklung von Marx. Während er sich hier noch zu Feuerbach bekennt, zeigt die Niederschrift seiner Thesen über Feuerbach, kurz nach Erscheinen des Buches im Februar 1845, dass er sich bereits von Feuerbach zu lösen begann. Dieser Prozess begann unter dem Eindruck der Feuerbach-Kritik in Max Stirners Buch Der Einzige und sein Eigentum (Oktober 1844) und wurde abgeschlossen, nachdem Marx im September 1845 Feuerbachs Replik auf Stirner und dessen Duplik gelesen hatte. Anschließend begann Marx mit seiner Stirner-Kritik „Sankt Max“, die aber unveröffentlicht blieb und erst 1932 im Rahmen des Textkonvoluts Die deutsche Ideologie in der Marx-Engels-Gesamtausgabe erschien.

## Ausgaben
- Originalausgabe, Literarische Anstalt (J. Rütten). Frankfurt a. M. 1845. (Digitalisat)
- Marx-Engels-Gesamtausgabe. Abt. 1, Sämtliche Werke und Schriften mit Ausnahme des Kapital, Bd. 3: Die heilige Familie und Schriften von Marx von Anfang 1844 bis Anfang 1845. Marx-Engels-Verlag, Berlin 1932 (Reprint Auvermann, Glashütten im Taunus 1970)
- Faksimilisierter Reprint, Rütten & Loening, Berlin 1953.
- Marx-Engels-Werke Bd. 2, Dietz Verlag, Berlin 1957, S. 3–223. (DEA Archiv)
- Die heilige Familie. In: Marx-Engels-Gesamtausgabe (MEGA). I. Abteilung, Band 4. Karl Marx / Friedrich Engels: Werke, Artikel, Entwürfe. Ende August 1844 bis April 1846. Bearbeitet von Regina Roth und Christine Weckwerth. Herausgegeben von der Internationalen Marx-Engels-Stiftung (IMES), Amsterdam. De Gruyter Akademie Forschung, Berlin und Boston 2022. ISBN 978-3-11-068326-4.